# سوپرجام فوتبال ایتالیا ۲۰۱۷

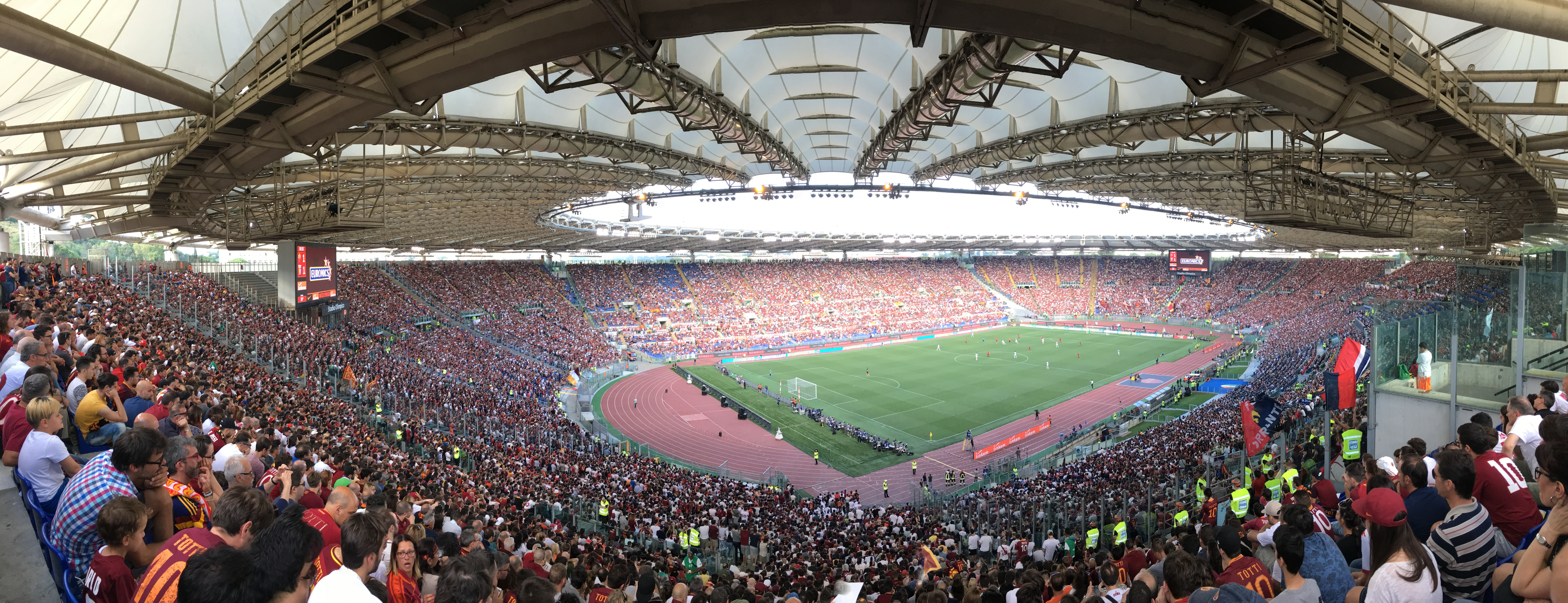
ورزشگاه المپیک رم محل برگزاری بازی فینال

سوپرجام فوتبال ایتالیا ۲۰۱۷ سی امین نسخه از سوپرجام فوتبال ایتالیا بود. این بازی در ۱۳ اوت ۲۰۱۷ در ورزشگاه المپیک در شهر رم ایتالیا برگزار شد. در حالی که یوونتوس در همان سال هم سری آ و هم جام حذفی فوتبال ایتالیا را فتح کرده بود، در برابر لاتزیو قرار گرفت که عنوان نایب قهرمانی کوپا ایتالیا را بدست آورده بود. در این بازی لاتزیو توانست با نتیجه ۳–۲ از سد یوونتوس بگذرد و قهرمان سوپر جام فوتبال ایتالیا شود.

## تیم‌ها
- لاتزیو: نایب قهرمان جام حذفی ایتالیا فصل ۱۷–۲۰۱۶
- یوونتوس: قهرمان جام حذفی ایتالیا فصل ۱۷–۲۰۱۶ و قهرمان سری آ فصل ۱۷–۲۰۱۶